# Antonio Roberto Espinosa
Antônio Roberto Espinosa Depetriz (São Paulo, 11 de setembro de 1946 — Osasco, 25 de setembro de 2018) foi professor da Escola Paulista de Política, Economia e Negócios, o campus Osasco da Universidade Federal de São Paulo (Unifesp), no curso de Relações Internacionais, e também  um jornalista brasileiro e ex-comandante das organizações armadas VPR (Vanguarda Popular Revolucionária) e VAR-Palmares (Vanguarda Armada Revolucionária Palmares).
Em julho de 1968, então com 21 anos e cursando o primeiro ano de filosofia na Universidade de São Paulo, ajudou a organizar a ocupação da Cobrasma (Companhia Brasileira de Material Ferroviário), na época uma das maiores metalúrgicas de São Paulo.
Espinosa teria sido o coordenador do plano da VAR-Palmares de sequestrar em 1969 o então ministro Delfim Neto, símbolo do milagre econômico e à época o civil mais poderoso do governo federal. O suposto sequestro, que deveria ocorrer em dezembro daquele ano, acabou não ocorrendo porque os membros da organização começaram a ser capturados semanas antes.
Morreu de câncer de pulmão em 25 de setembro de 2018 aos 72 anos.